# Biatlon na Zimních olympijských hrách 2022
Závody v biatlonu na Zimních olympijských hrách 2022 probíhaly od 5. do 18. února 2022. Konaly se v Čang-ťia-kchou běžeckém a biatlonovém centru v městské prefektuře Čang-ťia-kchou 150 km severozápadně od Pekingu.
Nejvíce medailí – celkem 14, z toho 6 zlatých – získali biatlonisté a biatlonistky z Norska. Z jednotlivců byli nejúspěšnější Marte Olsbuová Røiselandová a Johannes Thingnes Bø s pěti medailemi. Oba získali společně s Francouzem Quentine Fillonem Mailletem jako tři jediní závodníci dvě individuální zlaté medaile.
Z českých biatlonistek byla nejlepší Markéta Davidová, která obsadila v závodě s hromadným startem 4. místo. Z mužů byl Michal Krčmář nejlépe 16. ve sprintu. V kolektivních závodech dojela ženská štafeta osmá.  

## Program
Plánovaný program soutěží dle oficiálních stránek.
Finále soutěží jsou vyznačeny tučně.
| Den    | Datum          | Zahájení (UTC+8) | Zahájení (SEČ) | Soutěž                                 |
| ------ | -------------- | ---------------- | -------------- | -------------------------------------- |
| den 4  | 5. února 2022  | 17:00            | 10:00          | smíšená štafeta 4×6 km                 |
| den 6  | 7. února 2022  | 17:00            | 10:00          | vytrvalostní závod 15 km ženy          |
| den 7  | 8. února 2022  | 16:30            | 9:30           | vytrvalostní závod 20 km muži          |
| den 10 | 11. února 2022 | 17:00            | 10:00          | sprint 7,5 km ženy                     |
| den 11 | 12. února 2022 | 17:00            | 10:00          | sprint 10 km muži                      |
| den 12 | 13. února 2022 | 17:00            | 10:00          | stíhací závod 10 km ženy               |
| den 12 | 13. února 2022 | 18:45            | 11:45          | stíhací závod 12,5 km muži             |
| den 14 | 15. února 2022 | 14:30            | 7:30           | štafeta 4×7,5 km muži                  |
| den 15 | 16. února 2022 | 15:45            | 8:45           | štafeta 4×6 km ženy                    |
| den 17 | 18. února 2022 | 15:00            | 8:00           | závod s hromadným startem 12,5 km ženy |
| den 17 | 18. února 2022 | 17:00            | 10:00          | závod s hromadným startem 15 km muži   |

Z důvodu nepříznivého počasí – především nízkých teplot – byl program závodů upraven. Start mužské štafety byl posunut z večerních 17:00 do odpoledních 14:30, závěrečný ženský závod s hromadným startem se měl původně jet v sobotu 19. února v 17:00, byl ale přesunul na pátečních 15:00 místního času.

## Účast
Podle výsledků jednotlivých týmů na závodech světového poháru od listopadu 2020 do 15. ledna 2022 si jednotlivé národní týmy vybojovaly kvóty určující, kolik reprezentantů se může olympijských her účastnit. Ve sprintech a vytrvalostních závodech však mohou startovat nejvýše čtyři reprezentanti jedné země. 
| Stát                              | Muži | Ženy | Celkem |
| --------------------------------- | ---- | ---- | ------ |
| Bělorusko                         | 5    | 5    | 10     |
| Belgie                            | 4    | 1    | 5      |
| Bulharsko                         | 4    | 4    | 8      |
| Česko                             | 5    | 5    | 10     |
| Čína                              | 4    | 4    | 8      |
| Dánsko                            |      | 1    | 1      |
| Estonsko                          | 4    | 4    | 8      |
| Finsko                            | 4    | 4    | 8      |
| Francie                           | 6    | 6    | 12     |
| Itálie                            | 5    | 5    | 10     |
| Japonsko                          | 2    | 4    | 6      |
| Jižní Korea                       | 1    | 2    | 3      |
| Kanada                            | 4    | 4    | 8      |
| Kazachstán                        | 2    | 1    | 3      |
| Litva                             | 4    | 1    | 5      |
| Lotyšsko                          |      | 1    | 1      |
| Moldavsko                         | 2    | 2    | 4      |
| Německo                           | 6    | 5    | 11     |
| Norsko                            | 6    | 6    | 12     |
| Nový Zéland                       | 1    |      | 1      |
| Polsko                            | 1    | 4    | 5      |
| Rakousko                          | 5    | 5    | 10     |
| Rumunsko                          | 1    | 1    | 2      |
| Sportovci ROV                     | 5    | 5    | 10     |
| Slovensko                         | 4    | 4    | 8      |
| Slovinsko                         | 4    | 2    | 6      |
| Švédsko                           | 5    | 6    | 11     |
| Švýcarsko                         | 4    | 4    | 8      |
| Ukrajina                          | 5    | 5    | 10     |
| Spojené státy americké            | 4    | 4    | 8      |
| Celkem: 30 národních reprezentací | 107  | 105  | 212    |

### Česká účast
Po závodech světového poháru v německém Ruhpoldingu nominovali 16. ledna 2022 čeští trenéři pětici mužů a žen, kteří se olympijských her zúčastní.
- Ženy: Podle umístění ve světovém poháru si účast již dříve zajistily Markéta Davidová a Jessica Jislová, podle rozhodnutí trenérů pojedou Eva Puskarčíková, Lucie Charvátová a Tereza Voborníková.
- Muži: Podle umístění Michal Krčmář, podle trenérů pak Adam Václavík, Jakub Štvrtecký, Mikuláš Karlík a Milan Žemlička.

Tuto nominaci potvrdil Český olympijský výbor a český tým odletěl do Pekingu 27. ledna 2022, ovšem bez Adama Václavíka, který měl pozitivní test na covid-19 a do dějiště her odcestoval až 7. února, po sérii negativních testů.

## Medailové pořadí

### Medailové pořadí zemí
| Pořadí | Země                | Zlato | Stříbro | Bronz | Celkově |
| ------ | ------------------- | ----- | ------- | ----- | ------- |
| 1.     | Norsko (NOR)        | 6     | 2       | 6     | 14      |
| 2.     | Francie (FRA)       | 3     | 4       | 0     | 7       |
| 3.     | Švédsko (SWE)       | 1     | 3       | 0     | 4       |
| 4.     | Německo (GER)       | 1     | 0       | 1     | 2       |
| 5.     | Sportovci ROV (ROC) | 0     | 1       | 3     | 4       |
| 6.     | Bělorusko (BLR)     | 0     | 1       | 0     | 1       |
| 7.     | Itálie (ITA)        | 0     | 0       | 1     | 1       |
|        | Celkem              | 11    | 11      | 11    | 33      |

### Medailové pořadí závodníků
| Pořadí | Závodník                            | Zlato | Stříbro | Bronz | Celkově |
| ------ | ----------------------------------- | ----- | ------- | ----- | ------- |
| 1.     | Johannes Thingnes Bø (NOR)          | 4     | 0       | 1     | 5       |
| 2.     | Marte Olsbuová Røiselandová (NOR)   | 3     | 0       | 2     | 5       |
| 3.     | Quentin Fillon Maillet (FRA)        | 2     | 3       | 0     | 5       |
| 4.     | Tarjei Bø (NOR)                     | 2     | 1       | 1     | 4       |
| 5.     | Elvira Öbergová (SWE)               | 1     | 2       | 0     | 3       |
| 6.     | Denise Herrmannová (GER)            | 1     | 0       | 1     | 2       |
| 7.     | Tiril Eckhoffová (NOR)              | 1     | 1       | 1     | 3       |
| 8.     | Vetle Sjåstad Christiansen (NOR)    | 1     | 0       | 1     | 2       |
| 9.     | Justine Braisazová-Bouchetová (FRA) | 1     | 0       | 0     | 1       |
| 10.    | Sturla Holm Laegreid (NOR)          | 1     | 0       | 0     | 1       |
| 10.    | Linn Perssonová (SWE)               | 1     | 0       | 0     | 1       |
| 10.    | Mona Brorssonová (SWE)              | 1     | 0       | 0     | 1       |
| 10.    | Hanna Öbergová (SWE)                | 1     | 0       | 0     | 1       |
| 14.    | Anaïs Chevalierová-Bouchetová (FRA) | 0     | 2       | 0     | 2       |
| 15.    | Émilien Jacquelin (FRA)             | 0     | 2       | 0     | 2       |
| 16.    | Uljana Nigmatullinová (ROC)         | 0     | 1       | 1     | 2       |
| 16.    | Kristina Rezcovová (ROC)            | 0     | 1       | 1     | 2       |
| 18.    | Anton Smolski (BLR)                 | 0     | 1       | 0     | 1       |
| 18.    | Martin Ponsiluoma (SWE)             | 0     | 1       | 0     | 1       |
| 20.    | Julia Simonová (FRA)                | 0     | 1       | 0     | 1       |
| 20.    | Fabian Claude (FRA)                 | 0     | 1       | 0     | 1       |
| 20.    | Simon Desthieux (FRA)               | 0     | 1       | 0     | 1       |
| 20.    | Irina Kazakevičová (ROC)            | 0     | 1       | 0     | 1       |
| 20.    | Světlana Mironovová (ROC)           | 0     | 1       | 0     | 1       |
| 25.    | Eduard Latypov (ROC)                | 0     | 0       | 3     | 3       |
| 26.    | Alexandr Loginov (ROC)              | 0     | 0       | 2     | 2       |
| 27.    | Dorothea Wiererová (ITA)            | 0     | 0       | 1     | 1       |
| 28.    | Said Karimulla Chalili (ROC)        | 0     | 0       | 1     | 1       |
| 28.    | Maxim Cvetkov (ROC)                 | 0     | 0       | 1     | 1       |
| 28.    | Vanessa Voigtová (GER)              | 0     | 0       | 1     | 1       |
| 28.    | Vanessa Hinzová (GER)               | 0     | 0       | 1     | 1       |
| 28.    | Franziska Preussová (GER)           | 0     | 0       | 1     | 1       |

Pozn.: V případě rovností počtu medailí je pořadí určeno podle počtu individuálních medailí.

## Medailisté

### Muži
| Disciplína         | Zlato                                                                                               | Výkon                                                     | Stříbro                                                                                      | Výkon                                                     | Bronz                                                                                            | Výkon                                                     |
| ------------------ | --------------------------------------------------------------------------------------------------- | --------------------------------------------------------- | -------------------------------------------------------------------------------------------- | --------------------------------------------------------- | ------------------------------------------------------------------------------------------------ | --------------------------------------------------------- |
| Vytrvalostní závod | Quentin Fillon Maillet · Francie (FRA)                                                              | 48:47,4 (0+1+1+0)                                         | Anton Smolski · Bělorusko (BLR)                                                              | 49:02,2 (0+0+0+0)                                         | Johannes Thingnes Bø · Norsko (NOR)                                                              | 49:18,5 (1+0+0+1)                                         |
| Sprint             | Johannes Thingnes Bø · Norsko (NOR)                                                                 | 24.00,4 (0+1)                                             | Quentin Fillon Maillet · Francie (FRA)                                                       | 24:25,9 (1+0)                                             | Tarjei Bø · Norsko (NOR)                                                                         | 24:39,3 (0+1)                                             |
| Stíhací závod      | Quentin Fillon Maillet · Francie (FRA)                                                              | 39.07,5 (0+0+0+0)                                         | Tarjei Bø · Norsko (NOR)                                                                     | 39.36,1 (1+0+0+0)                                         | Eduard Latypov · Sportovci ROV (ROC)                                                             | 39.42.8 (0+0+0+1)                                         |
| Hromadný start     | Johannes Thingnes Bø · Norsko (NOR)                                                                 | 38:14,4 (1+0+1+2)                                         | Martin Ponsiluoma · Švédsko (SWE)                                                            | 38:54,7 (1+0+0+1)                                         | Vetle Sjåstad Christiansen · Norsko (NOR)                                                        | 39:26,9 (2+0+1+0)                                         |
| Štafeta            | Norsko (NOR) · Sturla Holm Laegreid · Tarjei Bø · Johannes Thingnes Bø · Vetle Sjåstad Christiansen | 1:19.50,2 (0+0) (1+3) (0+0) (0+2) (0+2) (0+0) (0+0) (0+0) | Francie (FRA) · Fabien Claude · Émilien Jacquelin · Simon Desthieux · Quentin Fillon Maillet | 1:20.17,6 (0+2) (0+0) (0+1) (0+0) (0+2) (0+1) (0+1) (0+2) | Sportovci ROV (ROC) · Said Karimulla Chalili · Alexandr Loginov · Maxim Cvetkov · Eduard Latypov | 1:20.35,5 (0+0) (0+1) (0+0) (0+2) (0+0) (0+0) (0+0) (2+3) |

### Ženy
| Disciplína         | Zlato                                                                           | Výkon                                                   | Stříbro                                                                                               | Výkon                                                    | Bronz                                                                                   | Výkon                                         |
| ------------------ | ------------------------------------------------------------------------------- | ------------------------------------------------------- | --- | -------------------------------------------------------- | --------------------------------------------------------------------------------------- | --------------------------------------------- |
| Vytrvalostní závod | Denise Herrmannová · Německo (GER)                                              | 44.12,7 (0+0+1+0)                                       | Anaïs Chevalierová-Bouchetová · Francie (FRA)                                                         | 44.22,1 (0+0+0+1)                                        | Marte Olsbuová Røiselandová · Norsko (NOR)                                              | 44.28,0 (1+0+0+1)                             |
| Sprint             | Marte Olsbuová Røiselandová · Norsko (NOR )                                     | 20.44,3 (0+0)                                           | Elvira Öbergová · Švédsko ( SWE )                                                                     | 21.15,2 (0+0)                                            | Dorothea Wiererová · Itálie (ITA)                                                       | 21.21,5 (0+0)                                 |
| Stíhací závod      | Marte Olsbuová Røiselandová · Norsko (NOR)                                      | 34.46,9 (0+0+1+0)                                       | Elvira Öbergová · Švédsko (SWE)                                                                       | 36.23,4 (0+1+2+0)                                        | Tiril Eckhoffová · Norsko (NOR)                                                         | 36.35,6 (1+1+0+1)                             |
| Hromadný start     | Justine Braisazová-Bouchetová · Francie (FRA)                                   | 40:18,0 (2+1+0+1)                                       | Tiril Eckhoffová · Norsko (NOR)                                                                       | 40:33,3 (0+0+2+2)                                        | Marte Olsbuová Røiselandová · Norsko (NOR)                                              | 40:52,9 (0+0+2+2)                             |
| Štafeta            | Švédsko · Linn Perssonová · Mona Brorssonová · Hanna Öbergová · Elvira Öbergová | 1:11:03,9 (0+0) (0+1 (0+0) (0+0 (0+1) (0+3) (0+0) (0+1) | Sportovci ROV · Irina Kazakevičová · Kristina Rezcovová · Světlana Mironovová · Uljana Nigmatullinová | 1:11:15,9 (0+1) (0+1) (0+1) (0+0) (0+0) (1+3) (0+0 (0+1) | Německo · Vanessa Voigtová · Vanessa Hinzová · Franziska Preussová · Denise Herrmannová | 1:11:41,3 (0+0) (0+0) (0+0) (0+2) (0+1) (0+1) |

### Smíšené soutěže
| Disciplína      | Zlato                                                                                            | Výkon                                                     | Stříbro | Výkon                                                     | Bronz                                                                                                | Výkon                                                     |
| --------------- | ------------------------------------------------------------------------------------------------ | --------------------------------------------------------- | --- | --------------------------------------------------------- | --- | --------------------------------------------------------- |
| Smíšená štafeta | Norsko (NOR) · Marte Olsbuová Røiselandová · Tiril Eckhoffová · Tarjei Bø · Johannes Thingnes Bø | 1:06.45,6 (0+1) (0+0) (1+3) (2+3) (0+0) (0+3) (0+2) (0+1) | Francie (FRA) · Anaïs Chevalierová-Bouchetová · Julia Simonová · Émilien Jacquelin · Quentin Fillon Maillet | 1:06.46,5 (0+2) (1+3) (0+2) (0+0) (0+0) (2+3) (0+1) (0+0) | Sportovci ROV (ROC) · Uljana Nigmatullinová · Kristina Rezcovová · Alexandr Loginov · Eduard Latypov | 1:06.47,1 (0+2) (0+3) (0+1) (1+3) (0+0) (0+2) (0+1) (0+1) |